# Estágio de larva

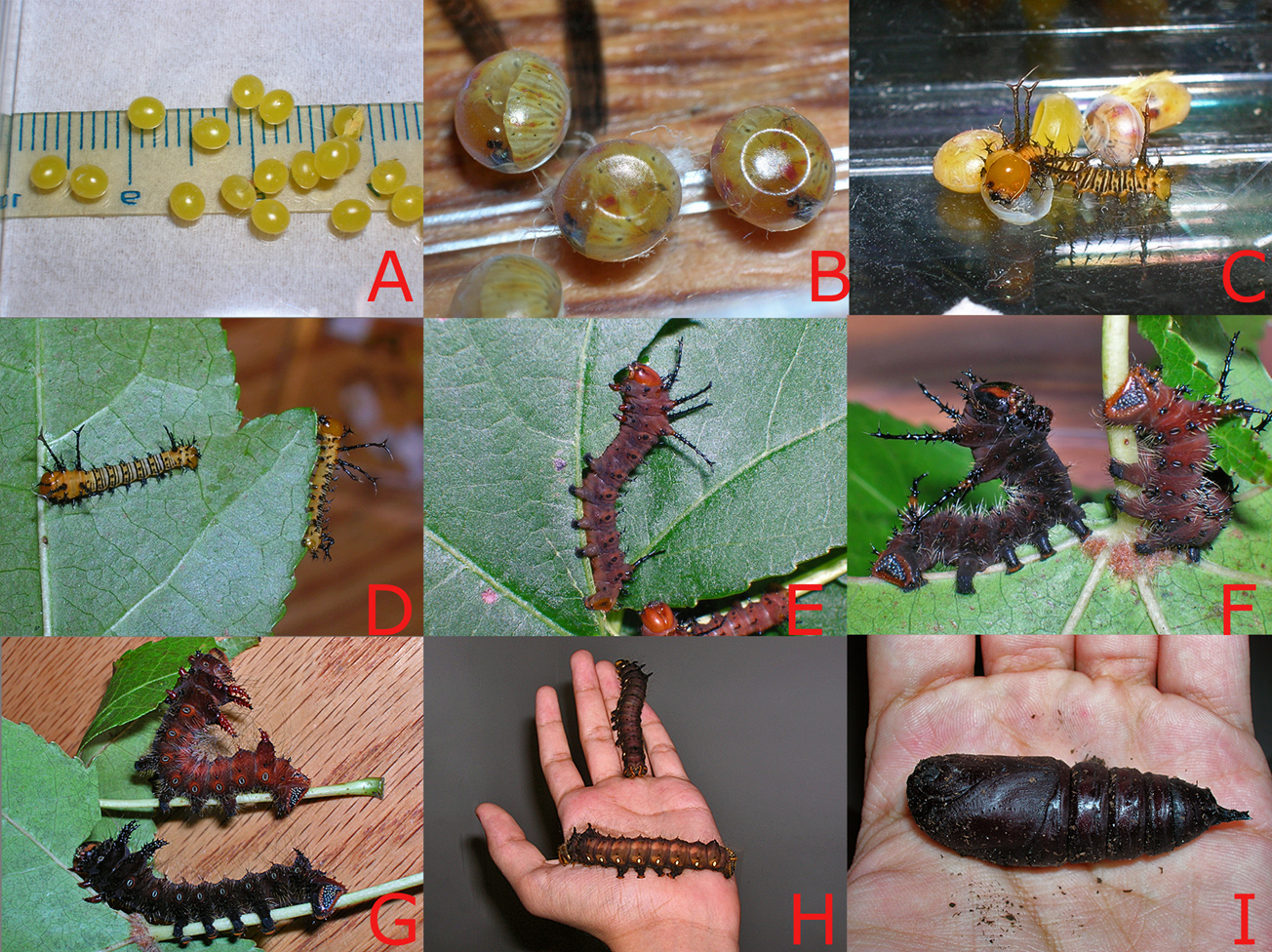
Ínstares de Eacles imperialis

Um estágio larval é o estágio de desenvolvimento de alguns artrópodes holometábolos, atingido após uma muda ou ecdise. Esses estãgios são, portanto, as fases entre as mudas, desde a eclosão da larva até ao fim da última fase larvar.  O termo é utilizado somente até o momento em que o animal adquire sua maturidade sexual.
Geralmente, as diferenças entre estágios são estabelecidas com base nas alterações de proporções ou do número de segmentos do corpo. 